# Arco Británico
El Arco Británico es un monumento ubicado en la Avenida Brasil, en el plan de la ciudad de Valparaíso. Fue donado en el año 1910 por la colonia británica residente en Valparaíso con motivo del Centenario de la Independencia de Chile y fue inaugurado en el año 1911. Es obra del arquitecto francés Alfredo Azancot. 
El monumento, recubierto en mármol traído desde Italia, presenta en su parte superior un león británico victoriano y está cubierto por medallones con las efigies de Thomas Cochrane, Bernardo O'Higgins, Robert Simpson y Jorge O'Brien, británicos que participaron en la Guerra de la Independencia. Además presenta los escudos de Chile y del Reino Unido.
En el año 1968 fue visitado por la Reina Isabel II, en marco de su visita oficial a Chile, así como también por el entonces Príncipe Carlos en el año 2009.